# Малый аррип
Малый арри́п, или австралийский ёрш, или большеглазый австралийский лосось (лат. Arripis georgianus), — вид лучепёрых рыб монотипического семейства арриповых (Arripidae). Плотоядные рыбы с оппортунистическим пищевым поведением. Распространены в юго-восточной части Индийского океана у берегов Австралии. Максимальная длина тела 41 см. Ценные промысловые рыбы.

## Описание
Тело вытянутое, немного сжато с боков, покрыто мелкой ктеноидной чешуёй. Высота тела составляет 27—32 % стандартной длины тела. Чешуя гладкая на ощупь. Голова конической формы, также покрыта чешуёй, за исключением нижней челюсти, рыла и области над глазами. Длина головы составляет 25—28 % длины тела. Глаза маленькие, у взрослых рыб в передней и задней части закрыты прозрачным жировым веком. На обеих челюстях есть мелкие заострённые зубы, расположенные в несколько рядов. Жаберные перепонки свободны от межжаберного промежутка. На первой жаберной дуге 46—50 жаберных тычинок (16—18 на верхней части и 28—32 на нижней). Окончание верхней челюсти заходит за вертикаль, проходящую через центр глаза. Спинной плавник один, в нём 9 колючих и 13—14 мягких лучей; колючая и мягкая части разделены небольшой выемкой; высота лучей в колючей части намного больше, чем в мягкой. В небольшом анальном плавнике 3 колючих и 10 мягких лучей. Основание анального плавника заметно короче основания мягкой части спинного плавника. Грудные плавники маленькие, с 167—18 мягкими лучами. В брюшных плавниках 1 колючий и 5 мягких лучей. Хвостовой стебель тонкий. Хвостовой плавник глубоко вырезан. Длина хвостового плавника равна или меньше длины головы. В почти прямой боковой линии 54—59 чешуек. Позвонков 25.
Спина тёмно-оливково-серого цвета. Бока и брюхо серебристо-белые со слабыми тёмными полосами. У молоди на верхней части тела проходят золотистые полоски; у более старших особей переходят в крупные пятна. Плавники бледно-серые с чёрными крапинками. Верхний край спинного плавника черноватый. Хвостовой плавник тёмно-оливковый с широкими черноватыми кончиками лопастей.
Максимальная длина тела 41 см, масса — 800 г.

## Биология
Морские пелагические рыбы. Совершают протяжённые миграции вдоль побережья. Образуют большие стаи. Встречаются на глубине от 1 до 50 м. Молодь образует небольшие стайки и обитает в заливах и эстуариях.
Максимальная зарегистрированная продолжительность жизни самок 10 лет, а самцов — 9 лет.

### Питание
Молодь и взрослые особи австралийского ерша питаются животными организмами как у поверхности, так и в толще воды и у дна. Наблюдаются региональные различия в спектре питания. В рацион взрослых особей входят разнообразные мелкие рыбы (галаксиевые, анчоусовые, саргановые, сельдевые). В высокопродуктивных эстуариях переходят на питание наиболее многочисленными в данном месте организмами (например, креветками Palaemonetes australis). Молодь питается преимущественно мелкими ракообразными, но может потреблять мелких рыб и насекомых. В зарослях макрофитов в прибойной зоне песчаных пляжей излюбленной пищей сеголеток малого аррипа являлись бокоплавы Allorchestes compressa. Также в состав рациона входили моллюски и мелкие крабы.

### Размножение
Самки впервые созревают (50 % в популяции) при длине тела 197 мм, а самцы — при длине тела 179 мм.  50 % самок и 80 % самцов достигают половой зрелости к концу второго года жизни. Нерестятся в конце мая — начале июня у берегов юго-западной Австралии (на север до широты 28° 43’ ю. ш.).  Нерест порционный.  Икринки в форме эллипса диаметром от 0,6 до 1,1 мм, с одной жировой каплей в центре. Плодовитость зависит от размера самок и варьируется от 32 до 207 тысяч ооцитов.

### Хищники
Австралийские ерши становятся жертвами различных хищников. В их числе морские млекопитающие, такие как малый пингвин (Eudyptula minor), новозеландский морской котик (Arctocephalus forsteri) и другие; рыбы: луфарь (Pomatomus saltatrix),  японский серебристый горбыль (Argyrosomus japonicus), австралийский лосось (Arripis trutta), австралийский тунец (Thunnus maccoyii), сериолы (Seriola lalandi)  и морские птицы: крачка Берга (Sterna bergii).

## Ареал
Распространены в умеренных водах юго-восточной части Индийского океана у берегов юго-западной и южной Австралии. Встречаются от залива Шарк до залива Порт-Филлип. Обнаружены в небольших количествах у берегов восточной Австралии от востока Виктории до Сиднея; однако аккуратность идентификации ставится под сомнение.

## Взаимодействие с человеком
Ценные промысловые рыбы. Коммерческий промысел ведётся у берегов западной и южной Австралии. Ловят главным образом с помощью ставных неводов, а также ставными сетями и закидными неводами. Максимальные уловы отмечались в конце 1980-х — начале 1990-х годов (до 3 тысяч тонн в 1988 году). Затем уловы постоянно снижались и достигли минимума в 2012 году — 262 тонны. Снижение уловов связано со снижением общей численности.  Популярный объект спортивной рыбалки. Рекреационные уловы сопоставимы с коммерческими.